# An Open Secret
An Open Secret ist ein amerikanischer Dokumentarfilm der Regisseurin Amy Berg aus dem Jahr 2014. Er befasst sich mit dem sexuellen Missbrauch von Kindern in der Filmindustrie in Kalifornien. Der Film wurde nach seiner Fertigstellung drei Jahre lang innerhalb der Filmbranche weitgehend ignoriert. Erst mit dem Weinstein-Skandal im Oktober 2017 bekam er mehr Aufmerksamkeit.

## Produktion
Die Produzenten Matthew Valentinas and Gabe Hoffmann traten mit dem Thema im Jahr 2011 an Amy Berg heran, weil sie ihren Film Erlöse uns von dem Bösen gesehen hatten, in dem sie sich mit dem sexuellen Missbrauch in der Katholischen Kirche befasste. Dieser Film hatte eine Oscar-Nominierung erhalten.
Im Film geht es vor allem um den Filmproduzenten Marc Collins-Rector, der inzwischen wegen Kindesmissbrauchs verurteilt wurde. In seinem Haus sollen wilde Partys mit minderjährigen Jungen stattgefunden haben, an denen unter anderem auch der Regisseur Bryan Singer teilgenommen haben soll.
Der Film wurde nach seiner Fertigstellung nur in wenigen Kinos gezeigt. Eine Raubkopie im Internet erzielte jedoch 900.000 Aufrufe. Im Laufe des Weinstein-Skandals stellten Hoffman und Valentinas den Film auf der Videoplattform Vimeo öffentlich ins Internet.